# Чемпіонат Європи з художньої гімнастики 1992
Чемпіонат Європи з художньої гімнастики 1992 пройшов з 4 по 8 червня в місті Штутгарт, Німеччина. Тоді вперше з часу розпаду СРСР Україна вперше як незалежна держава взяла участь на цьому Чемпіонаті Європи і посіла перше місце в медальному заліку.

## Медалісти
| Дисципліна         | Золото                                                                                        | Срібло                                                       | Бронза |
| Команда            | Команда                                                                                       | Команда                                                      | Команда |
| ------------------ | --------------------------------------------------------------------------------------------- | ------------------------------------------------------------ | --- |
| Командна першість  | Болгарія Марія Петрова Дімітрінка Тодорова Діана Попова                                       | Білорусь Лариса Лук'яненко Олена Шаматульська Тетяна Огризко | Росія Юлія Рослякова Аміна Заріпова Оксана Костіна Іспанія Кароліна Паскуаль Кармен Аседо Каса де ла Еспіноза |
| Особиста першість  |                                                                                               |                                                              | |
| Абсолютна першість | Марія Петрова (BUL)                                                                           | Олександра Тимошенко (UKR)                                   | Оксана Костіна (RUS)                                                                                          |
| Вправа з м'ячем    | Оксана Костіна (RUS) Олександра Тимошенко (UKR)                                               | Нікого не нагороджено                                        | Лариса Лук'яненко (BLR) Дімітрінка Тодорова (BUL)                                                             |
| Вправа з булавами  | Оксана Костіна (RUS) Олександра Тимошенко (UKR) Оксана Скалдіна (UKR)                         | Нікого не нагороджено                                        | Нікого не нагороджено                                                                                         |
| Вправа з скакалкою | Оксана Скалдіна (UKR)                                                                         | Олександра Тимошенко (UKR)                                   | Марія Петрова (BUL)                                                                                           |
| Вправа з обручем   | Олександра Тимошенко (UKR) Оксана Скалдіна (UKR) Лариса Лук'яненко (BLR) Оксана Костіна (RUS) | Нікого не нагороджено                                        | Нікого не нагороджено                                                                                         |

## Медалісти (групові вправи)
| Дисципліна           | Золото         | Срібло         | Бронза         |
| Групові вправи       | Групові вправи | Групові вправи | Групові вправи |
| -------------------- | -------------- | -------------- | -------------- |
| Групова першість     | Росія          | Іспанія        | Угорщина       |
| 6 стрічок            | Росія          | Болгарія       | Іспанія        |
| 3 скакалки + 3 м'ячі | Іспанія        | Росія          | Україна        |

## Медальний залік
| Місце               | Країна              | Золото | Срібло | Бронза | Загалом |
| ------------------- | ------------------- | ------ | ------ | ------ | ------- |
| 1                   | Україна (UKR)       | 6      | 2      | 1      | 9       |
| 2                   | Росія (RUS)         | 5      | 1      | 2      | 8       |
| 3                   | Болгарія (BUL)      | 2      | 1      | 2      | 5       |
| 4                   | Іспанія (ESP)       | 1      | 1      | 2      | 4       |
| 5                   | Білорусь (BLR)      | 1      | 1      | 1      | 3       |
| 6                   | Угорщина (HUN)      | 0      | 0      | 1      | 1       |
| Загалом (6 збірних) | Загалом (6 збірних) | 15     | 6      | 9      | 30      |